# Enzo Martinelli
Enzo Martinelli   (Pescia, 11 de novembre de 1911 - Roma, 27 d'agost de 1999) va ser un matemàtic italià.
Nascut a Pescia (província de Pistoia) on el seu pare era director de la Scuola Agraria, va créixer a Roma on el seu pare va ser nomenat director general en el Ministeri d'Ensenyament. El 1933 es va graduar en matemàtiques a la universitat de Roma La Sapienza, en la qual va romandre com professor d'anàlisi matemàtica i geometria analítica fins al 1946. Des de 1947 fins a 1954 va ser catedràtic de geometria a la universitat de Gènova i el 1954 va retornar a la universitat de Roma en la qual va romandre fins al 1986 quan va passar a ser professor emèrit.
Martinelli va publicar una cinquantena de treballs científics sobre geometria algebraica i diferencial, topologia, teoria de les funcions de varies variables complexes i teoria de les varietats. És recordat, sobre tot, per les fórmules de Bochner-Martinelli estenen el teorema de Hartogs, punt essencial en el desenvolupament de l'anàlisi complexa de varies variables.